# ASFAG
Association des Forces Armées de Guinée w skrócie ASFAG – gwinejski klub piłkarski, grający w drugiej, a niegdyś w pierwszej lidze gwinejskiej, mający siedzibę  w mieście Konakry.

## Sukcesy
- Guinée Championnat National[1]:
  - mistrzostwo (1): 2003.

- Puchar Gwinei[2]
  - zwycięstwo (3): 1987, 1991, 1996.

- Puchar WAFU[3]:
  - finał (1): 1988.

## Występy w afrykańskich pucharach
| Sezon | Rozgrywki                 | Runda | Kraj       | Klub                   | Dom | Wyjazd | Dwumecz |
| ----- | ------------------------- | ----- | ---------- | ---------------------- | --- | ------ | ------- |
| 1988  | Puchar Zdobywców Pucharów | 1     | Ghana      | Accra Hearts of Oak SC | –   | –      | –       |
| 1988  | Puchar Zdobywców Pucharów | 2     | Nigeria    | Ranchers Bees FC       | 2–2 | 0–1    | 2–3     |
| 1992  | Puchar Zdobywców Pucharów | 1     | Senegal    | ASC Diaraf             | 1–2 | 2–2    | 3–2     |
| 1992  | Puchar Zdobywców Pucharów | 2     | Benin      | Mogas 90 FC            | 1–0 | 1–3    | 2–3     |
| 1993  | Puchar CAF                | 1     | Mauretania | ASC Air Mauritanie     | 1–3 | 1–0    | 2–3     |
| 1996  | Puchar CAF                | 1     | Liberia    | Junior Professional FC | 1–3 | 2–1    | 3–3     |
| 1997  | Puchar Zdobywców Pucharów | 1     | Ghana      | Accra Hearts of Oak SC | 0–0 | 0–2    | 0–2     |
| 2004  | Liga Mistrzów             | 1     | Senegal    | ASC Diaraf             | 2–1 | 0–1    | 2–2     |

## Stadion
Domowe mecze klub rozgrywa na stadionie o nazwie Stade de la Mission w Konakry, który może pomieścić 3000 widzów.

## Reprezentanci kraju grający w klubie od 1994 roku
Stan na czerwiec 2023.
| - Amadou Oury Barry - Abdoulaye Naby Camara - Maurice Camara - Naby Laye Camara | - Thierno Camara - Jean Charles Fernandez - Ousmane Fernández - Karifala Keita |